# 轰贤二郎
轰贤二郎（日语：／ Todoroki Kenjirō，1975年9月1日—），日本男子帆船运动员。他曾代表日本参加2004年夏季奥林匹克运动会帆船比赛，联同关一人获得男子470级铜牌。他也曾参加2002年亚洲运动会。